# Saison 1975-1976 du MC Alger
 (septembre 2022).
Si vous disposez d'ouvrages ou d'articles de référence ou si vous connaissez des sites web de qualité traitant du thème abordé ici, merci de compléter l'article en donnant les références utiles à sa vérifiabilité et en les liant à la section « Notes et références ».
 (septembre 2022).
- Si vous ne connaissez pas le sujet, laissez ce bandeau (vous pouvez alors contacter les auteurs).
- Si vous supprimez le contenu mis en cause (vous pouvez préalablement contacter les auteurs),

argumentez précisément cette suppression dans la page de discussion
(un manque de référence n'est pas un argument ; une recherche réelle de référence doit avoir été effectuée, être formellement documentée).

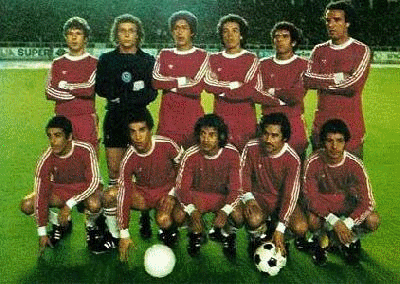
Équipe Mouloudia d'Alger année 70

Cet article traite la saison 1975-1976 du Mouloudia d'Alger. Les matchs se déroulent essentiellement en Championnat d'Algérie de football 1975-1976, Coupe d'Algérie de football 1975-1976, Coupe du Maghreb des clubs champions, mais aussi en Ligue des Champions d'Afrique 1976.

## Effectif actuel
Président 
- Abdelkader Drif

 Entraîneur 
- Abdelhamid Zouba

Gardien
- Abdennour Kaoua
- Mohamed Ait Mouhoub
- Ait Mouhoub Nacer

 Défenseur
- Mohammed Azzouz
- Abdenour Zemmour
- Bouzid Mahiouz
- Zenir Abdelwahab
- Oudina Madjid
- Djemâa Abedelaziz
- Bouzerde Mohamed
- Aizel Mehdi
- Amrous Sadek

 Milieu de terrain 
- Ali Bencheikh
- Bachta Anouar
- Bachi Zoubir
- Aissa Draoui
- Abdi Lyès
- Bendi Réda
- Sellami Mohamed

 Attaquant 
- Omar Betrouni
- Abdesslem Bousri
- Abdelkader Aït Hamouda
- Abdenour Bellemou

## Un triplé historique
L'année 1976 vit le club disputer une finale maghrébine ratée, mais obtenir un sacre africain, ainsi qu'un doublé coupe et championnat d'Algérie.

### Coupe d'Algérie
Le 19 juin 1976, le Mouloudia d'Alger entama la série des moissons en s'adjugeant sa 3e coupe d'Algérie en battant en finale son homonyme constantinois du MOC. Le match, sans atteindre un grand niveau technique, fut plié en dix minutes grâce aux deux buts éclairs de Bellemou (2e) et Bencheikh (10e). Les verts et rouges réussissent leur entrée dans le match. À la seconde minute du jeu, Bellemou était, déjà, à la réception d'un centre venu de sa gauche pour devancer la sortie du gardien constantinois Naidja et mettre le ballon au fond du filet. 8 minutes plus tard, l'ailier droit du Mouloudia, Omar Betrouni, obtint un coup franc à la limite des 25 mètres de la cage du gardien mociste ; Ali Bencheikh se chargea de l'exécuter pour loger le cuir au fond des filets du malheureux Naidja. Le MCA remporta ainsi sa troisième coupe d'Algérie après celles de 1971 et 1973.

### Championnat d'Algérie
Deux semaines seulement après avoir remporté la coupe d'Algérie, le Mouloudia d'Alger réalisa le doublé en devenant champion d'Algérie en allant battre la JSK dans son fief du Stade Oukil Ramdane à Tizi Ouzou sur le score de 3 buts à 2. Le titre de champion fut difficilement acquis vu la fatigue due aux longs périples africains. Néanmoins le Mouloudia sut décrocher son 3e titre de champion. À cette époque les journaux titraient "Le MCA irrésistible", "Le Mouloudia impérial" ou encore "Qui arrêtera le Mouloudia" tellement les verts et rouges établissaient leur supériorité. Heureusement que le groupe surnommé "Attaque B" constitué des virtuoses Bencheikh, Betrouni, Bachi, Bousri, Bachta ou Bellemou paraissait toujours en mesure d'obtenir la victoire quand bon lui semblait. Les gradins du stade du 5 juillet ne désemplissaient point pour encourager le Mouloudia.

### Coupe d'Afrique
Le Mouloudia d'Alger remporte la première coupe d'Afrique de l'histoire du football algérien, lors de la 12e édition de la coupe d'Afrique des clubs champions.
À la suite de la finale ratée en coupe maghrébine des clubs champions à Tunis face au club africain, les démarches auprès de la CAF pour la participation du champion d'Algérie à la compétition africaine furent engagées. Ce n'est qu'après la qualification au second tour que la FAF se manifesta pour la prise en charge totale du Mouloudia dans tous les matchs opposants les Algériens à leurs adversaires.
L'aventure du MCA à la 12e édition de la coupe d'Afrique des clubs champions allait débuter à Benghazi le 30 avril 1976 par une courte défaite 3 à 2 et une victoire laborieuse par 3 à 1 au stade du 5 juillet, le 13 mai 1976. À peine sorti indemne du premier tour, le MCA devait affronter la célèbre formation égyptienne du Ahly du Caire, elle aussi participant pour la première fois à cette compétition. Les Mouloudéens, sous la conduite d'Ali Bencheikh, l'emportèrent sur le score de 3 à 0 le 29 mai 1976. Le déplacement au Caire pour le match retour vit un penalty donner la victoire au club cairote du Ahly le 11 juin 1976.
Le 10 septembre 1976 durant le mois de ramadan, un club kényan était opposé aux verts et rouges : le Luo Union du Kenya subit une lourde défaite (6 à 3) pour le compte des quarts de finale. Le match retour à Mombassa (Kenya) le 27 novembre 1976 fut une simple formalité (1 - 0). En demi-finale, le Mouloudia avait comme adversaire la redoutable équipe nigériane d'Enugu Rangers, finaliste de l'épreuve de 1975. Défait par 2 à 0 au Nigéria le 23 octobre 1976, la demi-finale était en faveur des joueurs nigérians. Le 6 novembre 1976 pour le match retour, le stade du 5 juillet affichant complet, le 0 à 0 qui sanctionna la première période précéda une seconde mi-temps qui vit la victoire de l'équipe locale 3 à 0, ce qui octroya au Mouloudia un précieux billet pour la finale.
Le finaliste n'était autre que le double détenteur de l'épreuve, le Hafia Conakry à l'ossature du Sily national de Guinée. La première manche jouée à Conakry le 5 décembre 1976 vit le MCA subir une cuisante humiliation (3 - 0). Le 18 décembre 1976, le MCA réalisa un retentissant exploit en venant à bout des coriaces guinéens sur le score de 3 à 0 et 4 tirs au but à 1. Vers 23 heures, le Mouloudia Châabia d'Alger devenait détenteur de la coupe d'Afrique des clubs champions, en s'accaparant la 12e édition de la compétition.

## Championnat

### Résultats
| Division 1 Journée 1 | Hamra Annaba | 2-1 | MC Alger | Stade Chabou           |
|                      |              |     |          | Arbitrage : Bencheddad |

| Division 1 Journée 2 | MC Alger | 1-1 | ES Setif | Stade du 5 juillet 1962 |
|                      |          |     |          | Arbitrage : Othmane     |

| Division 1 Journée 3 | MC Alger | 4-3 | WA Boufarik | Stade du 20-août-1955 |  |
|                      |          |     |             |                       |  |

| Division 1 Journée 4 | CA Batna | 2-2 | MC Alger | Stade Sefouhi       |
|                      |          |     |          | Arbitrage : Zeboudj |

| Division 1 Journée 5 | MC Alger | 5-1 | ASM Oran | Stade du 5 juillet 1962 |  |
|                      |          |     |          |                         |  |

| Division 1 Journée 6 | MC Alger | 0-0 | NA Hussein Dey | Stade du 5 juillet 1962 |
|                      |          |     |                | Arbitrage : Khellassi   |

| Division 1 Journée 7 | RC Kouba | 1-1 | MC Alger | Stade du 20-août-1955 |
|                      |          |     |          | Arbitrage : Chihani   |

| Division 1 Journée 8 | USM Bel-Abbès | 1-1 | MC Alger | Stade Benslimane    |
|                      |               |     |          | Arbitrage : Zraikia |

| Division 1 Journée 9 | MC Alger | 2-0 | MO Constantine | Stade du 20-août-1955 |
|                      |          |     |                | Arbitrage : Toula     |

| Division 1 Journée 10 | USM Alger | 1-1 | MC Alger | Stade du 5 juillet 1962 |
|                       |           |     |          | Arbitrage : Mohandi     |

| Division 1 Journée 11 | MC Alger | 3-0 | USM Khenchela | Stade du 5 juillet 1962 |
|                       |          |     |               | Arbitrage : Senoussi    |

| Division 1 Journée 12 | MC Oran | 0-1 | MC Alger | Stade du 19 juin |  |
|                       |         |     |          |                  |  |

| Division 1 Journée 13 | MC Alger | 2-0 | USM El Harrach | Stade du 5 juillet 1962 |
|                       |          |     |                | Arbitrage : Lahmar      |

| Division 1 Journée 14 | CR Belcourt | 4-5 | MC Alger | Stade du 5 juillet 1962 |
|                       |             |     |          | Arbitrage : Chihani     |

| Division 1 Journée 15 | MC Alger | 1-0 | JS Kabylie | Stade du 5 juillet 1962 |
|                       |          |     |            | Arbitrage : Khelassi    |

| Division 1 Journée 16 | MC Alger | 1-0 | Hamra Annaba | Stade du 20-août-1955 |
|                       |          |     |              | Arbitrage : Bounaga   |

| Division 1 Journée 17 | ES Setif | 1-0 | MC Alger | Stade Mohamed Guessab |  |
|                       |          |     |          |                       |  |

| Division 1 Journée 18 | WA Boufarik | 1-1 | MC Alger | Stade Mohamed Reggaz   |
|                       |             |     |          | Arbitrage : Bencheddad |

| Division 1 Journée 19 | MC Alger | 4-2 | CA Batna | Stade du 5 juillet 1962 |
|                       |          |     |          | Arbitrage : Bendjahene  |

| Division 1 Journée 20 | ASM Oran | 1-2 | MC Alger | Stade du 19 juin     |
|                       |          |     |          | Arbitrage : Benaboud |

| Division 1 Journée 21 | MC Alger | 1-0 | RC Kouba | Stade du 5 juillet 1962 |
|                       |          |     |          | Arbitrage : Tayeb       |

| Division 1 Journée 22 | NA Hussein Dey | 1-0 | MC Alger | Stade du 5 juillet 1962 |
|                       |                |     |          | Arbitrage : Benghezal   |

| Division 1 Journée 23 | MC Alger | 7-3 | USM Bel-Abbès | Stade du 20-août-1955 |  |
|                       |          |     |               |                       |  |

| Division 1 Journée 24 | MO Constantine | 0-3 | MC Alger | Stade Chahid Hamlaoui  |
|                       |                |     |          | Arbitrage : Bencheddad |

| Division 1 Journée 25 | MC Alger | 0-1 | USM Alger | Stade du 5 juillet 1962 |
|                       |          |     |           | Arbitrage : Kaid        |

| Division 1 Journée 26 | USM Khenchela | 0-3 | MC Alger | Stade Hammam Amar   |
|                       |               |     |          | Arbitrage : Bounaga |

| Division 1 Journée 27 | MC Alger | 3-2 | MC Oran | Stade du 20-août-1955 |  |
|                       |          |     |         |                       |  |

| Division 1 Journée 28 | USM El Harrach | 2-1 | MC Alger | Stade du 5 juillet 1962 |
|                       |                |     |          | Arbitrage : Chihani     |

| Division 1 Journée 29 | MC Alger | 3-0 | CR Belcourt | Stade du 5 juillet 1962 |
|                       |          |     |             | Arbitrage : Benghezal   |

| Division 1 Journée 30 | JS Kabylie | 2-3 | MC Alger | Stade Oukil Ramdane |
|                       |            |     |          | Arbitrage : Bounaga |

### Classement
Le classement final de la saison 1975-1976 du Championnat National de 1ère Division voit le MC Alger vainqueur.
| Place | Club           | Points | Joué | Victoire | Nul | Défaite | Buts pour | Buts contre | D i f f |
| ----- | -------------- | ------ | ---- | -------- | --- | ------- | --------- | ----------- | ------- |
| 1er   | MC Alger       | 73     | 30   | 18       | 7   | 5       | 63        | 32          | +31     |
| 2e    | NA Hussein Dey | 72     | 30   | 18       | 6   | 6       | 43        | 20          | +23     |
| 3e    | JS Kabylie     | 69     | 30   | 16       | 7   | 7       | 42        | 23          | +19     |
| 4e    | USM Alger      | 66     | 30   | 14       | 8   | 8       | 52        | 29          | +23     |
| 5e    | ES Sétif       | 65     | 30   | 12       | 11  | 7       | 55        | 35          | +20     |
| 6e    | RC Kouba       | 65     | 30   | 15       | 6   | 9       | 46        | 28          | +18     |
| 7e    | USM El Harrach | 63     | 30   | 12       | 9   | 9       | 39        | 42          | -3      |
| 8e    | CA Batna       | 62     | 30   | 13       | 6   | 11      | 43        | 42          | +1      |
| 9e    | MC Oran        | 61     | 30   | 12       | 7   | 11      | 56        | 51          | +5      |
| 10e   | MO Constantine | 61     | 30   | 12       | 7   | 11      | 45        | 47          | -2      |
| 11e   | CR Belcourt    | 59     | 30   | 9        | 11  | 10      | 43        | 44          | -1      |
| 12e   | WA Boufarik    | 57     | 30   | 10       | 7   | 13      | 36        | 43          | -7      |
| 13e   | HAMR Annaba    | 53     | 30   | 9        | 6   | 15      | 33        | 49          | -16     |
| 14e   | USM Khenchela  | 47     | 30   | 4        | 9   | 17      | 28        | 53          | -25     |
| 15e   | USM Bel-Abbès  | 44     | 30   | 4        | 6   | 20      | 29        | 64          | -33     |
| 16e   | ASM Oran       | 40     | 30   | 3        | 5   | 22      | 35        | 86          | -51     |

## Coupe d'Algérie
| Coupe d'Algérie 1/32e de finale | MC Alger | 2-0 | USM El Harrach | Stade du 5 juillet 1962 |
|                                 |          |     |                | Arbitrage : Benganif    |

| Coupe d'Algérie 1/16e de finale | MC Alger | 8-1 | ES Souk Ahras | Stade Chahid Hamlaoui |
|                                 |          |     |               | Arbitrage : Benganif  |

| Coupe d'Algérie 1/8e de finale | MC Alger | 2-0 | ES Collo | Stade du 20-août-1955 |
|                                |          |     |          | Arbitrage : Mihoub    |

| Coupe d'Algérie 1/4 de finale | MC Alger | 1-1 (pen) | NA Hussein Dey | Stade du 5 juillet 1962 |
|                               |          |           |                | Arbitrage : Bounaga     |

| Coupe d'Algérie 1/2 finale aller | SA Mohammadia | 1-3 | MC Alger | Stade du 19 juin    |
|                                  |               |     |          | Arbitrage : Chihani |

| Coupe d'Algérie 1/2 finale retour | MC Alger | 7-0 | SA Mohammadia | Stade du 20-août-1955 |
|                                   |          |     |               | Arbitrage : Benghezal |

| Coupe d'Algérie finale | MC Alger | 2-0 | MO Constantine | Stade du 5 juillet 1962 |
|                        |          |     |                | Arbitrage : Aouissi     |

## Ligue des Champions
| Coupe d'Afrique 1er tour (aller) | Alahly Benghazi SC | 3-2 | MC Alger | Stade du 28 Mars |  |
|                                  |                    |     |          |                  |  |

| Coupe d'Afrique 1er tour (retour) | MC Alger | 3-1 | Alahly Benghazi SC | Stade du 5-Juillet-1962 |  |
|                                   |          |     |                    |                         |  |

| Coupe d'Afrique 2e tour (aller) | MC Alger | 3-0 | Al Ahly SC | Stade du 5-Juillet-1962 |  |
|                                 |          |     |            |                         |  |

| Coupe d'Afrique 2e tour (retour) | Al Ahly SC | 1-0 | MC Alger | Stade international du Caire |  |
|                                  |            |     |          |                              |  |

| Coupe d'Afrique 1/4 de finale (aller) | MC Alger | 6-3 | Luo Union | Stade du 5-Juillet-1962 |  |
|                                       |          |     |           |                         |  |

| Coupe d'Afrique 1/4 de finale (aller) | Luo Union | 0-1 | MC Alger | Kenya |  |
|                                       |           |     |          |       |  |

| Coupe d'Afrique 1/2 finales (aller) | Enugu Rangers | 2-0 | MC Alger | Nnamdi-Azikiwe Stadium |  |
|                                     |               |     |          |                        |  |

| Coupe d'Afrique 1/2 finales (retour) | MC Alger | 3-0 | Enugu Rangers | Stade du 5-Juillet-1962 |  |
|                                      |          |     |               |                         |  |

| Coupe d'Afrique finale (aller) | Hafia FC | 3-0 | MC Alger | Stade du 28-septembre |  |
|                                |          |     |          |                       |  |

| Coupe d'Afrique finale (retour) | MC Alger | 3-0 (4 t.a.b 1) | Hafia FC | Stade du 5-Juillet-1962 |  |
|                                 |          |                 |          |                         |  |

## Coupe Maghrébine
| Coupe du Maghreb des clubs champions 1/2 finales | Espérance sportive de Tunis | 0-1 | MC Alger | Stade olympique d'El Menzah, Tunis |  |
|                                                  |                             |     |          |                                    |  |

| Coupe du Maghreb des clubs champions finale | Club africain | 0-0 (3 t.ab 2) | MC Alger | Stade olympique d'El Menzah, Tunis |  |
|                                             |               |                |          |                                    |  |